# Delosia ornata
Delosia ornata (лат.) — вид тараканов из семейства Ectobiidae (по другим данным — Blattellidae), эндемик небольшого острова Дерош в архипелаге Амирантские острова, входящего в состав государства Сейшельские Острова. Обитает под листовой подстилкой в лесу, состоящем преимущественно из Hernandia nymphaefolia и Guettada speciosa. В настоящее время эти насекомые сохранились в нескольких уцелевших прибрежных участках леса площадью менее 1 сотки на юге и севере острова. На всей остальной территории острова лес был уничтожен ещё в начале XX века, на его месте были высажены кокосовые плантации. В 2006 году было обнаружено менее 300 взрослых насекомых и 600 личинок этого вида. Сохранившимся участкам леса и популяции этих тараканов угрожает строительство отелей.